# 6109 Balseiro
6109 Balseiro eller 1975 QC är en asteroid i huvudbältet som upptäcktes den 29 augusti 1975 av Félix Aguilar-observatoriet. Den är uppkallad efter den argentinske fysikern José Antonio Balseiro.
Asteroiden har en diameter på ungefär 4 kilometer och den tillhör asteroidgruppen Vesta.